# Tembarak (Tembarak)
Tembarak is een bestuurslaag in het regentschap Temanggung van de provincie Midden-Java, Indonesië. Tembarak telt 1034 inwoners (volkstelling 2010).